# Saison 1995-1996 de l'ECHL
Saison précédente Saison suivante
La saison 1995-1996 est la huitième saison de la Ligue de hockey de la Côte-Est au terme de laquelle les Checkers de Charlotte remportent la Coupe Riley en battant les Lizard Kings de Jacksonville.

## Saison régulière
L'équipe des Monarchs de Greensboro quitte l'ECHL et est transférée dans la Ligue américaine de hockey mais trois nouvelles formations s'ajoutent à la ligue : les IceGators de la Louisiane, les Mysticks de Mobile et les Riverfrogs de Louisville. Les Icehawks de Louisville sont relocalisés à Jacksonville en Floride et sont renommés Lizard Kings de Jacksonville.
Avec l'augmentation du nombre d'équipes actives, la ligue décide d'ajouter deux rencontres de plus à son calendrier en saison régulière, faisant passer celui-ci de 68 à 70 parties.

### Classement
| Clt   | Équipe                          | PJ | V  | D  | DF | BP  | BC  | Pts |
| ----- | ------------------------------- | -- | -- | -- | -- | --- | --- | --- |
| +001, | Renegades de Richmond           | 70 | 46 | 11 | 13 | 314 | 225 | 105 |
| +002, | Checkers de Charlotte           | 70 | 45 | 21 | 4  | 294 | 250 | 94  |
| +003, | Stingrays de la Caroline du Sud | 70 | 40 | 22 | 8  | 284 | 251 | 88  |
| +004, | Express de Roanoke              | 70 | 36 | 28 | 6  | 231 | 260 | 78  |
| +005, | Admirals de Hampton Roads       | 70 | 32 | 15 | 13 | 278 | 265 | 77  |
| +006, | Ice Caps de Raleigh             | 70 | 23 | 34 | 13 | 215 | 266 | 59  |

| Clt   | Équipe                   | PJ | V  | D  | DF | BP  | BC  | Pts |
| ----- | ------------------------ | -- | -- | -- | -- | --- | --- | --- |
| +001, | Storm de Toledo          | 70 | 48 | 14 | 8  | 301 | 240 | 104 |
| +002, | Thunderbirds de Wheeling | 70 | 42 | 23 | 5  | 289 | 261 | 89  |
| +003, | Riverfrogs de Louisville | 70 | 39 | 24 | 7  | 266 | 237 | 85  |
| +004, | Chill de Columbus        | 70 | 37 | 28 | 5  | 285 | 268 | 79  |
| +005, | Bombers de Dayton        | 70 | 35 | 28 | 7  | 247 | 237 | 77  |
| +006, | Panthers d'Érié          | 70 | 25 | 40 | 5  | 227 | 293 | 55  |
| +007, | Chiefs de Johnstown      | 70 | 21 | 38 | 11 | 249 | 322 | 53  |
| +008, | Blizzard de Huntington   | 70 | 21 | 39 | 10 | 232 | 309 | 52  |

| Clt   | Équipe                       | PJ | V  | D  | DF | BP  | BC  | Pts |
| ----- | ---------------------------- | -- | -- | -- | -- | --- | --- | --- |
| +001, | IceGators de la Louisiane    | 70 | 43 | 21 | 6  | 312 | 261 | 92  |
| +002, | Knights de Nashville         | 70 | 42 | 22 | 6  | 368 | 307 | 90  |
| +003, | Tiger Sharks de Tallahassee  | 70 | 42 | 22 | 6  | 283 | 260 | 90  |
| +004, | Cherokees de Knoxville       | 70 | 37 | 29 | 4  | 323 | 303 | 78  |
| +005, | Lizard Kings de Jacksonville | 70 | 33 | 29 | 8  | 267 | 288 | 74  |
| +006, | Bulls de Birmingham          | 70 | 26 | 39 | 5  | 258 | 360 | 57  |
| +007, | Mysticks de Mobile           | 70 | 22 | 37 | 11 | 265 | 325 | 55  |

- En gras : qualifié pour les séries

## Séries éliminatoires
|  | Huitièmes de finale             | Huitièmes de finale             | Huitièmes de finale             | Huitièmes de finale             |                              |                              | Quarts de finale | Quarts de finale | Quarts de finale | Quarts de finale |  |  | Demi-finales | Demi-finales | Demi-finales | Demi-finales |  |  | Finale de la Coupe Riley | Finale de la Coupe Riley | Finale de la Coupe Riley | Finale de la Coupe Riley |
|  |                                 |                                 |                                 |                                 |                              |                              |                  |                  |                  |                  |  |  |              |              |              |              |  |  |                          |                          |                          |                          |
|  |                                 |                                 |                                 |                                 |                              |                              |                  |                  |                  |                  |  |  |              |              |              |              |  |  |                          |                          |                          |                          |
|  | Renegades de Richmond           | Renegades de Richmond           | 3                               | 3                               |                              |                              |                  |                  |                  |                  |  |  |              |              |              |              |  |  |                          |                          |                          |                          |
|  | Renegades de Richmond           | Renegades de Richmond           | 3                               | 3                               |                              |                              |                  |                  |                  |                  |  |  |              |              |              |              |  |  |                          |                          |                          |                          |
|  | Admirals de Hampton Roads       | Admirals de Hampton Roads       | 0                               | 0                               |                              |                              |                  |                  |                  |                  |  |  |              |              |              |              |  |  |                          |                          |                          |                          |
|  | Admirals de Hampton Roads       | Admirals de Hampton Roads       | 0                               | 0                               | Renegades de Richmond        | Renegades de Richmond        | 1                | 1                |                  |                  |  |  |              |              |              |              |  |  |                          |                          |                          |                          |
|  |                                 |                                 |                                 |                                 | Renegades de Richmond        | Renegades de Richmond        | 1                | 1                |                  |                  |  |  |              |              |              |              |  |  |                          |                          |                          |                          |
|  |                                 |                                 | Lizard Kings de Jacksonville    | Lizard Kings de Jacksonville    | 3                            | 3                            |                  |                  |                  |                  |  |  |              |              |              |              |  |  |                          |                          |                          |                          |
|  | IceGators de la Louisiane       | IceGators de la Louisiane       | Lizard Kings de Jacksonville    | Lizard Kings de Jacksonville    | 3                            | 3                            | 2                | 2                |                  |                  |  |  |              |              |              |              |  |  |                          |                          |                          |                          |
|  | IceGators de la Louisiane       | IceGators de la Louisiane       |                                 |                                 |                              |                              |                  | 2                |                  |                  |  |  |              |              |              |              |  |  |                          |                          |                          |                          |
|  | Lizard Kings de Jacksonville    | Lizard Kings de Jacksonville    | 3                               | 3                               |                              |                              |                  |                  |                  |                  |  |  |              |              |              |              |  |  |                          |                          |                          |                          |
|  | Lizard Kings de Jacksonville    | Lizard Kings de Jacksonville    | 3                               | 3                               | Lizard Kings de Jacksonville | Lizard Kings de Jacksonville | 3                | 3                |                  |                  |  |  |              |              |              |              |  |  |                          |                          |                          |                          |
|  |                                 |                                 |                                 |                                 | Lizard Kings de Jacksonville | Lizard Kings de Jacksonville | 3                | 3                |                  |                  |  |  |              |              |              |              |  |  |                          |                          |                          |                          |
|  |                                 |                                 | Storm de Toledo                 | Storm de Toledo                 | 2                            | 2                            |                  |                  |                  |                  |  |  |              |              |              |              |  |  |                          |                          |                          |                          |
|  | Storm de Toledo                 | Storm de Toledo                 | Storm de Toledo                 | Storm de Toledo                 | 2                            | 2                            | 3                | 3                |                  |                  |  |  |              |              |              |              |  |  |                          |                          |                          |                          |
|  | Storm de Toledo                 | Storm de Toledo                 |                                 |                                 |                              |                              |                  | 3                |                  |                  |  |  |              |              |              |              |  |  |                          |                          |                          |                          |
|  | Bombers de Dayton               | Bombers de Dayton               | 0                               | 0                               |                              |                              |                  |                  |                  |                  |  |  |              |              |              |              |  |  |                          |                          |                          |                          |
|  | Bombers de Dayton               | Bombers de Dayton               | 0                               | 0                               | Storm de Toledo              | Storm de Toledo              | 3                | 3                |                  |                  |  |  |              |              |              |              |  |  |                          |                          |                          |                          |
|  |                                 |                                 |                                 |                                 | Storm de Toledo              | Storm de Toledo              | 3                | 3                |                  |                  |  |  |              |              |              |              |  |  |                          |                          |                          |                          |
|  |                                 |                                 | Cherokees de Knoxville          | Cherokees de Knoxville          | 0                            | 0                            |                  |                  |                  |                  |  |  |              |              |              |              |  |  |                          |                          |                          |                          |
|  | Knights de Nashville            | Knights de Nashville            | Cherokees de Knoxville          | Cherokees de Knoxville          | 0                            | 0                            | 2                | 2                |                  |                  |  |  |              |              |              |              |  |  |                          |                          |                          |                          |
|  | Knights de Nashville            | Knights de Nashville            |                                 |                                 |                              |                              |                  | 2                |                  |                  |  |  |              |              |              |              |  |  |                          |                          |                          |                          |
|  | Cherokees de Knoxville          | Cherokees de Knoxville          | 3                               | 3                               |                              |                              |                  |                  |                  |                  |  |  |              |              |              |              |  |  |                          |                          |                          |                          |
|  | Cherokees de Knoxville          | Cherokees de Knoxville          | 3                               | 3                               | Lizard Kings de Jacksonville | Lizard Kings de Jacksonville | 0                | 0                |                  |                  |  |  |              |              |              |              |  |  |                          |                          |                          |                          |
|  |                                 |                                 |                                 |                                 | Lizard Kings de Jacksonville | Lizard Kings de Jacksonville | 0                | 0                |                  |                  |  |  |              |              |              |              |  |  |                          |                          |                          |                          |
|  |                                 |                                 | Checkers de Charlotte           | Checkers de Charlotte           | 4                            | 4                            |                  |                  |                  |                  |  |  |              |              |              |              |  |  |                          |                          |                          |                          |
|  | Checkers de Charlotte           | Checkers de Charlotte           | Checkers de Charlotte           | Checkers de Charlotte           | 4                            | 4                            | 3                | 3                |                  |                  |  |  |              |              |              |              |  |  |                          |                          |                          |                          |
|  | Checkers de Charlotte           | Checkers de Charlotte           |                                 |                                 |                              |                              |                  | 3                |                  |                  |  |  |              |              |              |              |  |  |                          |                          |                          |                          |
|  | Express de Roanoke              | Express de Roanoke              | 0                               | 0                               |                              |                              |                  |                  |                  |                  |  |  |              |              |              |              |  |  |                          |                          |                          |                          |
|  | Express de Roanoke              | Express de Roanoke              | 0                               | 0                               | Checkers de Charlotte        | Checkers de Charlotte        | 3                | 3                |                  |                  |  |  |              |              |              |              |  |  |                          |                          |                          |                          |
|  |                                 |                                 |                                 |                                 | Checkers de Charlotte        | Checkers de Charlotte        | 3                | 3                |                  |                  |  |  |              |              |              |              |  |  |                          |                          |                          |                          |
|  |                                 |                                 | Stingrays de la Caroline du Sud | Stingrays de la Caroline du Sud | 2                            | 2                            |                  |                  |                  |                  |  |  |              |              |              |              |  |  |                          |                          |                          |                          |
|  | Stingrays de la Caroline du Sud | Stingrays de la Caroline du Sud | Stingrays de la Caroline du Sud | Stingrays de la Caroline du Sud | 2                            | 2                            | 3                | 3                |                  |                  |  |  |              |              |              |              |  |  |                          |                          |                          |                          |
|  | Stingrays de la Caroline du Sud | Stingrays de la Caroline du Sud |                                 |                                 |                              |                              |                  | 3                |                  |                  |  |  |              |              |              |              |  |  |                          |                          |                          |                          |
|  | Riverfrogs de Louisville        | Riverfrogs de Louisville        | 0                               | 0                               |                              |                              |                  |                  |                  |                  |  |  |              |              |              |              |  |  |                          |                          |                          |                          |
|  | Riverfrogs de Louisville        | Riverfrogs de Louisville        | 0                               | 0                               | Checkers de Charlotte        | Checkers de Charlotte        | 3                | 3                |                  |                  |  |  |              |              |              |              |  |  |                          |                          |                          |                          |
|  |                                 |                                 |                                 |                                 | Checkers de Charlotte        | Checkers de Charlotte        | 3                | 3                |                  |                  |  |  |              |              |              |              |  |  |                          |                          |                          |                          |
|  |                                 |                                 | Tiger Sharks de Tallahassee     | Tiger Sharks de Tallahassee     | 1                            | 1                            |                  |                  |                  |                  |  |  |              |              |              |              |  |  |                          |                          |                          |                          |
|  | Tiger Sharks de Tallahassee     | Tiger Sharks de Tallahassee     | Tiger Sharks de Tallahassee     | Tiger Sharks de Tallahassee     | 1                            | 1                            | 3                | 3                |                  |                  |  |  |              |              |              |              |  |  |                          |                          |                          |                          |
|  | Tiger Sharks de Tallahassee     | Tiger Sharks de Tallahassee     |                                 |                                 |                              |                              |                  | 3                |                  |                  |  |  |              |              |              |              |  |  |                          |                          |                          |                          |
|  | Ice Caps de Raleigh             | Ice Caps de Raleigh             | 1                               | 1                               |                              |                              |                  |                  |                  |                  |  |  |              |              |              |              |  |  |                          |                          |                          |                          |
|  | Ice Caps de Raleigh             | Ice Caps de Raleigh             | 1                               | 1                               | Tiger Sharks de Tallahassee  | Tiger Sharks de Tallahassee  | 3                | 3                |                  |                  |  |  |              |              |              |              |  |  |                          |                          |                          |                          |
|  |                                 |                                 |                                 |                                 | Tiger Sharks de Tallahassee  | Tiger Sharks de Tallahassee  | 3                | 3                |                  |                  |  |  |              |              |              |              |  |  |                          |                          |                          |                          |
|  |                                 |                                 | Thunderbirds de Wheeling        | Thunderbirds de Wheeling        | 1                            | 1                            |                  |                  |                  |                  |  |  |              |              |              |              |  |  |                          |                          |                          |                          |
|  | Thunderbirds de Wheeling        | Thunderbirds de Wheeling        | Thunderbirds de Wheeling        | Thunderbirds de Wheeling        | 1                            | 1                            | 3                | 3                |                  |                  |  |  |              |              |              |              |  |  |                          |                          |                          |                          |
|  | Thunderbirds de Wheeling        | Thunderbirds de Wheeling        |                                 |                                 |                              |                              |                  | 3                |                  |                  |  |  |              |              |              |              |  |  |                          |                          |                          |                          |
|  | Chill de Columbus               | Chill de Columbus               | 0                               | 0                               |                              |                              |                  |                  |                  |                  |  |  |              |              |              |              |  |  |                          |                          |                          |                          |
|  | Chill de Columbus               | Chill de Columbus               | 0                               | 0                               |                              |                              |                  |                  |                  |                  |  |  |              |              |              |              |  |  |                          |                          |                          |                          |
|  |                                 |                                 |                                 |                                 |                              |                              |                  |                  |                  |                  |  |  |              |              |              |              |  |  |                          |                          |                          |                          |

## Trophées
| Coupe Riley :                       | Checkers de Charlotte                      |
| Coupe Henry Brabham :               | Renegades de Richmond                      |
| Trophée John Brophy :               | Roy Sommer, Renegades de Richmond          |
| Meilleur joueur de la Ligue :       | Hugo Bélanger, Knights de Nashville        |
| Meilleur joueur de la Coupe Riley : | Nick Vitucci, Checkers de Charlotte        |
| Gardien de but de l'année :         | Alain Morissette, Riverfrogs de Louisville |
| Recrue de l'année :                 | Keli Corpse, Thunderbirds de Wheeling      |
| Défenseur de l'année :              | Chris Valicevic, IceGators de la Louisiane |
| Meilleur buteur :                   | Hugo Bélanger, Knights de Nashville        |